# Salme Setälä
Salme Setälä, verheiratete Cornér (* 18. Januar 1894 in Helsinki; † 6. August 1980 ebenda) war eine finnische Architektin, Übersetzerin, Redakteurin und Autorin. Sie veröffentlichte auch unter den Namen S.S. und Priska.

## Leben und Werk

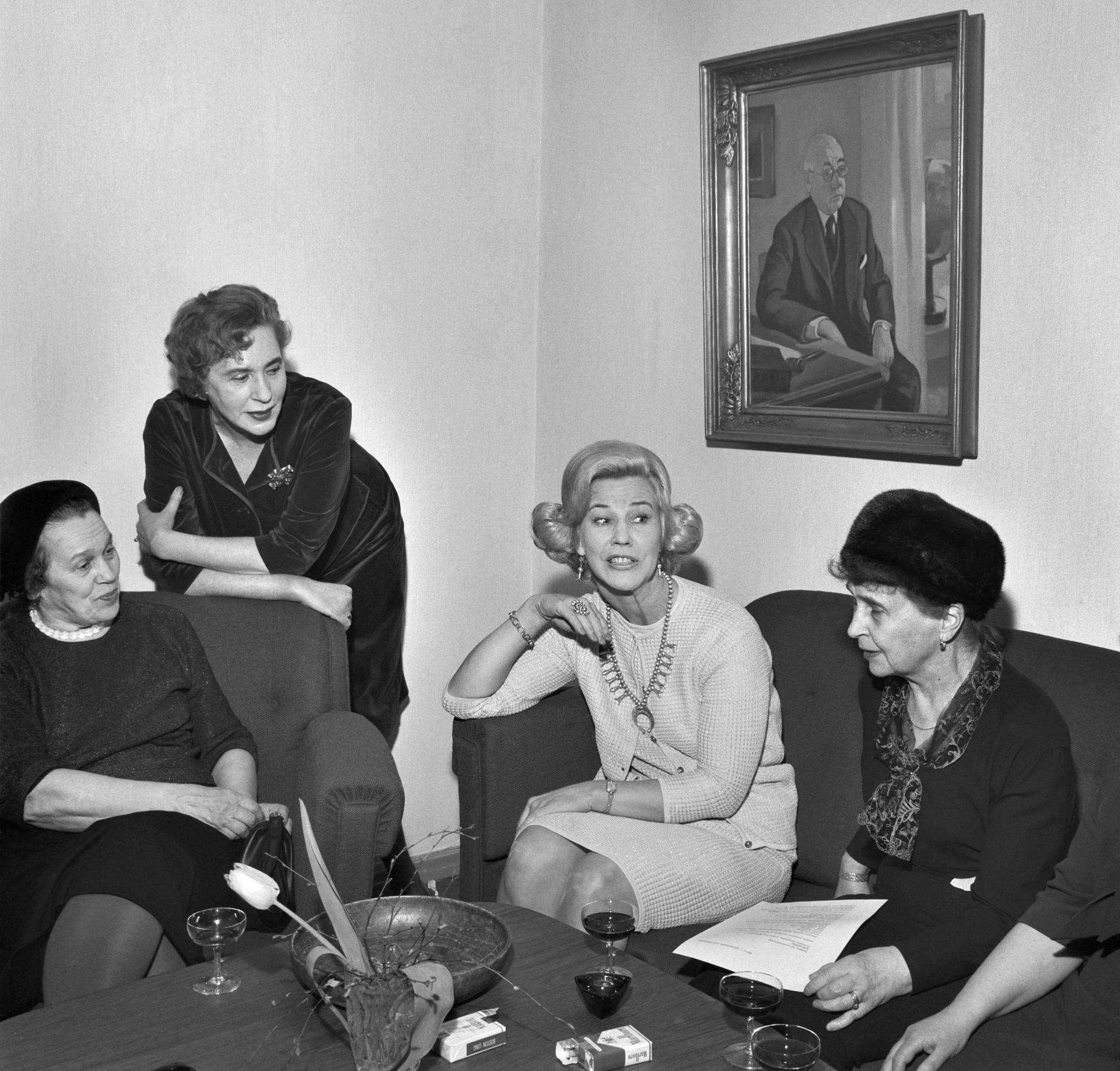
Von links nach rechts: Salme Setälä, Helvi Erjakka, Eeva Joenpelto und Sylvi Kekkonen, 1962

Sie war die Tochter der Schriftstellerin Helmi Krohn und des Sprachwissenschaftlers Eemil Nestor Setälä. Salme Setälä begann 1911 zunächst ein Studium der Sprachen, der Mathematik und der Kunstgeschichte. 1912 wechselte sie den Studiengang und schrieb sich an der Technischen Universität Helsinki für den Studiengang Architektur ein. 1917 beendete sie ihr Studium als Zweitbeste. Bereits vor ihrem Abschluss arbeitete sie 1914 drei Monate lang im Büro des Stadtplanungsarchitekten Raymond Unwin in London. Nach ihrem Abschluss assistierte sie Otto-Iivari Meurman bei der Vorbereitung der ersten finnischen Wohnungsbauausstellung und arbeitete in verschiedenen Architekturbüros, darunter bei Gösta Juslén, Yrjö Sadeniemi, Borg-Sirén-Åberg, Elias Paalanen und Elsi Borg.
Im finnische Bürgerkrieg vom 27. Januar bis zum 15. Mai 1918 positionierte sich Salme Setälä auf der Seite der Weißen. Bereits als Studentin war sie Mitglied des politisch aktiven Summer Club, dessen männliche Mitglieder der Jägerbewegung nahestanden. Im Frühjahr/Winter 1918 wurde sie in Helsinki verhaftet und von den Roten drei Wochen lang inhaftiert. In der politischen Bewegung lernte sie  den Journalisten Frithiof Cornér (1887–1953) kennen, heiratete 1919 und brachte im folgenden Jahr ihr erstes Kind Helmiriitta (* 1920, verheiratete Honkanen) zur Welt. Julius Samuel (Sam) wurde 1922 geboren († 1941). Während der Zeit der Kindererziehung begann Salme Setälä zu schreiben. 1921 veröffentlichte sie ihren Debütroman Seitsemäs luokka (Die siebte Klasse). Bis 1929 veröffentlichte sie sieben belletristische Werke und übersetzte die Werke Staden som konstwerk (Die Stadt als Kunstwerk) und Hemmet som konstwerk (Das Heim als Kunstwerk) des Architekten Gustaf Strengell aus dem Schwedischen ins Finnische. Sie arbeitete unter dem Pseudonym „Priska“ als Redakteurin der Zeitung Uuden Suomen und Uuden Aura. Von 1922 bis 1935 war sie Redakteurin der Kinderzeitschrift Pääskysten.
Setälä entwarf Wohnhäuser und Inneneinrichtungen. Sie schätzte das Kunsthandwerk. Im Jahr 1919 gewann sie den zweiten Preis beim Oy Pirt-Möbelwettbewerb und gründete 1925 zusammen mit der Architektin und Studienfreundin Aili-Salli Ahde-Kjäldman das Büro für Innenarchitektur und Kunsthandwerk „AC“. Zwischen 1925 und 1928 organisierten sie eine Reihe von Ausstellungen, die neben ihren eigenen Entwürfen auch die Werke anderer junger finnischer Designer präsentierten. Das Büro bestand bis 1928. Setälä verfasste im Anschluss zwei Bücher zur Inneneinrichtung: Miten sisustan asuntoni (Wie man das Haus einrichtet, 1929) und Keittiön sisustus (Kücheninterieurs, 1931). Darüber hinaus hat sie Romane, Memoiren und Jugendbücher sowohl verfasst als auch übersetzt.
Die Ehe von Salme Setälä scheiterte zu einer Zeit der tiefen wirtschaftlichen Depression (Scheidung 1930). Als alleinerziehende Mutter von zwei Kindern bewarb sie sich bei der staatlichen Bauverwaltung, wo sie von 1929 bis 1961 in verschiedenen Positionen tätig war. Der Architekt Otto-I. Meurman, Leiter der Planungsabteilung der finnischen Regierungsbaubehörde und spätere Prof. für Planungstheorie an der TU Helsinki, lehrte sie das Erstellen von Bebauungsplänen. Salme Setälä fertigte in den 1930er und 1940er Jahren städtebauliche Entwürfe für den ländlichen Raum. Sie verfolgte das Prinzip, kulturell gewachsene Strukturen zu stärken und ein durchgrüntes Erscheinungsbild zu schaffen. Insgesamt soll sie 68 verschiedene Siedlungen in ganz Finnland bearbeitet haben. Neben dieser Planungstätigkeit entwarf sie auch kleinere private Bauten. Zwischen 1930 und 1960 veröffentlichte sie gleichzeitig als Autorin 18 Werke, hauptsächlich Belletristik, und war im Ruhestand weiter schriftstellerisch tätig. Ihre Memoiren sind ihr bekanntestes Werk.
In den frühen 1950er Jahren unternahm Setälä Studienreisen in die Schweiz, nach England, Holland, Dänemark, Island und Norditalien. Im Jahr 1950 erlangte sie ein Stipendium (Stadtplanung in Schottland) und in den 1950er Jahren reiste sie mehrmals nach Stockholm.

Aufmaßzeichnung eines hist. Gebäudes, Seurasaari, 1915

Setälä fertigte während der Studienzeit mit Kolleginnen Aufmaßzeichnungen historischer Gebäude des Freilichtmuseums Seurasaari und der Festung Suomenlinna sowie historischer Herrenhäuser an. Die Zeichnungen wurden später mit ihrer Tochter, einer Grafikkünstlerin und Designerin, und der Architektin Elsi Borg als Buch herausgebracht. Die Vermessungsexkursionen hat sie außerdem zu amüsanten Fotoalben zusammengefasst. Später hat Salme Setälä fast alle ihre Reisen in Alben festgehalten. Sie verfasste witzige Chroniken von Treffen der Architektinnenverbände Tumstocken und Architecta. Diese waren als Gegengewicht zu dem von Männern dominierten Polytechnischen Studentenclub und zum finnischen Architektenverband gegründet worden. Heute sind diese persönlichen Berichte für Historiker von unschätzbarem Wert.
Da Salme Setälä eine beamtete Architektin war, befinden sich die meisten ihrer Arbeiten in den Archiven verschiedener Institutionen. Nach dem Krieg baute sie in Sodankylä ein staatliches Bürogebäude. Diese Pläne befinden sich im finnischen Architekturmuseum.

## Studienreisen
- Russland 1911, 1912
- England 1914, 1950
- Schweden, Norwegen, Dänemark mehrmals 1919–1954
- Deutschland 1922, 1952, 1957
- Estland, Lettland, Tschechoslowakei 1924
- Österreich 1924, 1952
- Frankreich 1925, 1954
- Schweiz 1950
- Holland 1950, 1954
- Island 1951
- Schottland 1951
- Italien 1952, 1953, 1957, 1960
- Belgien 1954
- Griechenland 1956
- Ferner Osten 1962.

## Auszeichnungen
- Vapaudenristi 4
- Suomen Leijonan R I
- Oy Pirt-Möbelwettbewerb, zweiter Preis, 1919
- Preis der Werner Söderström Ltd. für das Buch Sangen tavallisia virkanaisia, 1937
- Topelius-Preis (Literatur) 1961 für Minä olen Marlene (finnisch)[1][4]

posthum
- Salme Setälä 1894–1980, Architektin und Schriftstellerin, Ausstellung Finnisches Architekturmuseum, 18. Januar bis 11. März 1994

## Veröffentlichungen (Auswahl)

Treffen der Schriftstellervereinigung in Seurahuone, hintere Reihe von rechts: Salme Setälä, Jalo Kalima, Kersti Bergroth, Arvi Kivimaa, Aino Kallas, Zweiter von links Otto Manninen

### Als Autorin
- Herrasväki Karhunen sekä muita juttuja hauskoihin kuviin (Gentleman Bear und andere Geschichten mit lustigen Bildern), Geschichtensammlung, Jugendbuch, 1924[1]
- Arpalippu (Scharlachrotes Ticket), Roman, 1926[1]
- Ailan uusi sisko (Ailas neue Schwester), Jugendroman, 1945[1]
- Eki ja Nunnu (Eki und Nunnu), Geschichtensammlungen, Jugendbuch, 1959[1]
- Levoton veri : kertoelma isäni E. N. Setälän ja äitini Helmi Krohnin nuoruudesta, esivanhemmista ja lapsuuteni kodista (Unruhiges Blut: eine Geschichte der Jugend meines Vaters E. N. Setälä und meiner Mutter Helmi Krohn, meiner Vorfahren und meines Elternhauses), 1966[2]
- Polysteekin koulussa : opiskelua kymmenluvulla (Polysteek-Schule: Lernen im Jahrzehnt), 1970[2]
- Kirjoitan pojalleni (Schreiben an meinen Sohn), 1971[2]
- Epäasiallinen kronikka viiden pääjohtajan ajalta (Eine unangemessene Chronik von fünf Generaldirektoren), 1973[2]

### Als Übersetzerin
- Me nykyaikaiset (Wir Modernen), 1926[1]
- Kesälesket (Sommerlektüre), 1927[1]
- Jafferyn rakkaus (Jafferys Liebe), 1927[1]
- Arto ja Markiitta (Arto und Markiitta), 1929[1]
- "Valkolokin" pojat (Die Jungs von "Valkoloki"), 1930[1]
- Pähkinänsärkijä (Nussknacker), E. T. A. Hoffmann, erschienen 1982